# Alex Gough (rodelaarster)
Alex Gough (Calgary, 12 mei 1987) is een Canadese rodelaarster. Ze vertegenwoordigde Canada op de Olympische Winterspelen 2006 in Turijn, op de Olympische Winterspelen 2010 in Vancouver en op de Olympische Winterspelen 2014 in Sotsji.

## Carrière
Gough eindigde als dertigste op de wereldkampioenschappen rodelen 2005 in Park City. In het seizoen 2005/2006 debuteerde ze in het wereldbekercircuit. Tijdens de Olympische Winterspelen van 2010 in Turijn eindigde Gough als twintigste. 
In Igls nam Gough aan de wereldkampioenschappen rodelen 2007, op dit toernooi eindigde ze op de vierentwintigste plaats. Op de wereldkampioenschappen rodelen 2009 in Lake Placid eindigde Gough als vierde. Tijdens de Olympische Winterspelen van 2010 eindigde ze op de achttiende plaats.
In december 2010 stond Gough in Winterberg voor de eerste maal in haar carrière op het podium van een wereldbekerwedstrijd. In Cesana nam ze deel aan de wereldkampioenschappen rodelen 2011. Op dit toernooi veroverde ze de bronzen medaille.

## Resultaten

### Olympische Spelen
| Jaar | Plaats    | Resultaten      |
| ---- | --------- | --------------- |
| 2006 | Turijn    | 20e Individueel |
| 2010 | Vancouver | 18e Individueel |
| 2014 | Sotsji    | 4e Individueel  |

### Wereldkampioenschappen
| Jaar | Plaats      | Resultaten               |
| ---- | ----------- | ------------------------ |
| 2005 | Park City   | 30e Individueel          |
| 2007 | Igls        | 24e Individueel DSQ Team |
| 2009 | Lake Placid | 4e Individueel DSQ Team  |
| 2011 | Cesana      | Individueel              |

### Wereldbeker
| Seizoen   | Plaats |
| --------- | ------ |
| 2005/2006 | 25e    |
| 2006/2007 | 25e    |
| 2008/2009 | 8e     |
| 2009/2010 | 7e     |